# Zwarte Dinsdag (Suriname)
Zwarte Dinsdag vond op 7 februari 1933 plaats voor het Gerechtsgebouw in Paramaribo, Suriname, toen politie het bevel kreeg het vuur te openen op demonstranten. Er vielen twee doden en 22 gewonden. In het protest werd de vrijlating van Anton de Kom geëist.

## Aanleiding

### Nederland
Anton de Kom verbleef sinds 1920 in Nederland en was actief voor verschillende socialistische en antikoloniale organisaties. Hij was onder meer in 1927 aanwezig op het congres in Brussel waar de Liga tegen Imperialisme en Koloniale Onderdrukking werd opgericht. Hij riep daar Mohammed Hatta en andere Nederlands-Indische leiders op om op te staan tegen het kolonialisme. Ook was hij betrokken bij Indische studentenverenigingen die zich afzetten tegen het kolonialisme en bij Links Richten, een vereniging met sympathie voor het Russische communisme. De Centrale Inlichtingendienst (CID) had hem in 1929 al in het vizier en had het over één West-Indiër die zich ophield bij de antikoloniale beweging Perhimpoenan Indonesia.

### Bezoek aan Suriname
Op 4 januari 1933 kwam hij per boot aan in Suriname om zijn zieke moeder te bezoeken. De autoriteiten waren gewaarschuwd voor zijn revolutionaire en antikoloniale activiteiten en vanaf zijn aankomst werd hij nauwlettend gevolgd. De gouverneur van Suriname, Frans van Haaren, was ervan overtuigd dat De Kom een gevaarlijke raddraaier was en uit was op een revolutie in Suriname. Ook dacht hij dat zijn eigen leven in gevaar was. Bekend werd dat hij een reden, zo nodig een schijnreden, wilde om De Kom gevangen te nemen.

### Adviesbureau
De Kom was getroffen door de armoede in Suriname. Om daar iets aan te doen opende hij op 31 januari een bureau om advies over basisrechten te geven aan Surinaamse arbeiders. Hij wilde naar eigen zeggen de Surinamers van de onrechtvaardigheden bewust maken, maar maakte er ook geen geheim van dat het doel uiteindelijk de Surinaamse onafhankelijkheid was. Er kwamen honderden mensen op het openingsfestijn af, vooral Javaanse contractarbeiders. De Kom liet weten dat hij de gouverneur wilde spreken. Voor de autoriteiten was dit genoeg om hem op te pakken vanwege een poging tot revolutie. Op 1 februari werd hij vastgezet op Fort Zeelandia.

### Uitleg van De Kom en de gouverneur
Van Haaren kreeg het bericht "van iemand die terugschrok van de ontzettende opzet en de ongelooflijk wrede manier waarop wij beslopen en uitgemoord zouden worden." Hij was ervan overtuigd dat er een plan lag om het gezag omver te werpen.
Over de arrestatie lopen de lezingen uiteen. Van beide zijn die bewaard gebleven:
- De Kom: "Op het politiepaleis trad in zijn plaats na enkele ogenblikken, hoogrood van drift, de procureur-generaal binnen en beval zonder mij ook maar een ogenblik aan het woord te laten: Arresteer die kerel!"
- Van Haaren: "Overal was men bezig de winkels te plunderen, de markten te sluiten, te ontruimen, de kinderen van de school te halen, enz. enz. Het politiebureau werd afgezet, de mensenmassa met ongelooflijke kracht uit elkaar geslagen en De Kom zelf door een inspecteur met de nodige hulp op het bureau gesleurd, waar de kennismaking met mij niet lang duurde en hij achter slot en grendel werd gezet."

Van Haaren liet de woning van De Kom doorzoeken. Daarna is niet teruggevonden wat toen aangetroffen werd. Ook hierover lopen de lezingen uiteen. Volgens De Kom zouden alleen de breipatronen van zijn vrouw zijn meegenomen. Volgens Van Haaren zou voldoende bewijsmateriaal gevonden zijn om "dit heerschap voor de eerste maanden op te bergen."

## Dreiging tot escalatie
Direct na de arrestatie was het duidelijk dat de situatie dreigde te escaleren. Er kwam een mensenmassa samen bij het Gerechtsgebouw met de eis voor vrijlating, waarvan sommigen vanuit andere delen van Suriname naar de hoofdstad waren gereisd. Van Haaren vreesde dat het "Parket totaal verwoest en uitgemoord zou worden." Hij riep een zwarte man van twee meter tien op om de menigte toe te spreken en ze tot bedaren te brengen. In verschillende bronnen komen getuigenissen naar voren dat Van Haaren aan de menigte gezegd zou hebben dat De Kom dinsdag (7 februari) weer vrijgelaten zou worden. In zijn eigen verslag is dit niet terug te lezen.

## Zwarte Dinsdag

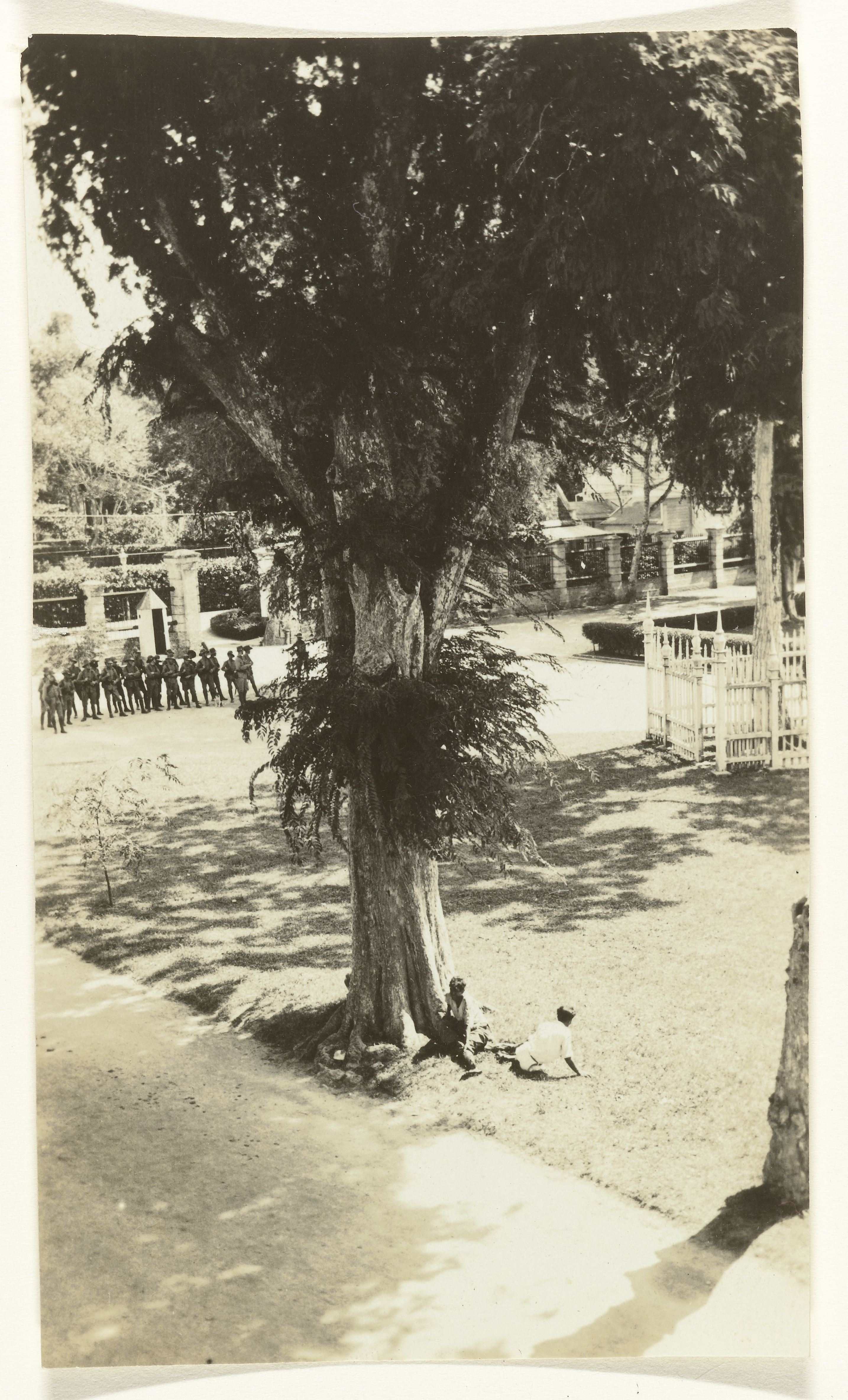
Enkele gewonden onder de boom

Op dinsdag 7 februari kwam opnieuw een menigte bijeen, waarover Van Haaren berichtte dat Javanen "zwaar gewapend waren en met geslepen dolken en houwers waren uitgerust" en hij uit voorzorg met zijn familie naar het gouvernementsgebouw was getrokken. Uit zijn berichtgeving is niettemin ook te herleiden dat er geen sprake was van blinde paniek onder de ordehandhavers. De dag was gedetailleerd voorbereid met infanterie in positie, zes zwaarbewapende politieagenten bij de twee ingangen van het Parket en drie autotrucks met daarop brigades met mitrailleurs. Ook schreef hij dat hij zijn bevel tot schieten zou moeten geven en hield hij rekening met een groot bloedbad.
In de vroege dinsdagochtend kwam de menigte opnieuw samen bij het Gerechtsgebouw. Ondanks de tolken die Van Haaren voor de Javanen had opgeroepen en zijn instructies om uiteen te gaan, bleef de menigte staan. Hij gaf drie keer een commando om te vuren. Pas bij de derde keer drong de ernst van de situatie bij de menigte door. Toen lagen inmiddels tientallen mensen bloedend op de grond. Mensen vluchtten, vielen en liepen over elkaar heen. Bij elkaar kwamen twee mensen om en raakten tweeëntwintig gewond. De doden waren een Surinaamse Hindoestaan en een Brits-Guyaan. De Hindoestaan was Mahabier Sookha. Hij woonde op de plantage Welgedacht B in Wanica. Vanwege het zware werk was hij naar Paramaribo gereisd om Papa Anton de Kom te spreken. Onder de gewonden bevonden zich acht Creolen, acht Javanen en zes Hindoestanen.
Na afloop feestten de politieagenten met bier op de goede afloop. Bram Rutgers, de vorige gouverneur en aansluitend Tweede Kamer-lid, meende dat de schoten op de menigte een beter effect hadden gehad dan de gevangenschap van De Kom. Nederlands premier Hendrikus Colijn probeerde in de Tweede Kamer de schuld bij De Kom te leggen.

## Vrijlating en terugkeer naar Nederland
Na drie maanden namen zijn vrouw en kinderen de boot terug naar Nederland. Op het laatste moment werd hij uit zijn cel gehaald en bij hun aan boord gezet. Zij vertrokken op 10 mei met de SS Renselaer ongemerkt naar Nederland. De gouverneur noteerde dat het gevaar voor Suriname was geweken. De Kom zou naar zijn mening minder gevaar opleveren in Nederland.